# Zespół kościoła św. Katarzyny w Manasterzu
Zespół kościoła św. Katarzyny w Manasterzu – zabytkowy zespół kościoła pod wezwaniem św. Katarzyny znajdujący się w województwie podkarpackim, w powiecie przeworskim, w gminie Jawornik Polski, w Manasterzu.
Kościół wraz z dzwonnicą i ogrodzeniem wpisany został do rejestru zabytków nieruchomych województwa podkarpackiego.

## Historia
Najstarsza informacja o parafii pochodzi z 1479 roku. Drewniana świątynia z około 1452 została rozebrana w 1881 roku i w jej miejscu rozpoczęto budowę murowanego budynku według planów inż. Stanisława Rutkowskiego z Jarosławia. Kościół konsekrował w 1895 roku bp Łukasz Solecki. Ogrodzenie wraz z dzwonnicą wykonano w 1921 roku według projektu architekta Stanisława Majerskiego. W 1935 roku wybudowano nową sygnaturkę zaprojektowaną przez Kazimierza Osińskiego z Przemyśla .

## Architektura
Budynek murowany, orientowany, jednonawowy, wzniesiony na planie krzyża rzymskiego, prezbiterium zamknięte trójbocznie . Dwie kaplice i prezbiterium przekryte sklepieniem kolebkowym, nawa stropem płaskim z fasetą. Nawa, krótkie, a wysokie prezbiterium, niskie kaplice i przedsionek nakryte dachami dwuspadowymi, pomieszczenia pomocnicze dachami pulpitowymi .

## Wystrój i wyposażenie
Część wyposażenia barokowego przeniesiono ze starego kościoła.
- ołtarz główny z XVIII wieku i 1881–1882 roku;
- dwa ołtarze boczne z 4 ćwierci XIX wieku;
- krzyż gotycki z 1522 roku;
- organy 9-głosowe z roku 1894, fundacji księdza Wojciecha Białasa;
- polichromie z roku 1960 autorstwa artysty J. Grossa z Gliwic;
- witraże powstałe m.in. w Krakowskim Zakładzie Witrażów i Mozaiki autorstwa Stanisława Żeleńskiego z lat 1910 i 1937–1938[2] .

## Otoczenie
Dzwonnica parawanowa wkomponowana w ogrodzenie, przepruta niewysokimi arkadami.
Wyższa arkada zwieńczona wolutowym kluczem (zobacz) nakryta jest trójkątnym szczytem z metalowym krzyżem. Niższe symetryczne arkady dekorowane w narożnikach, kamiennymi kulami z wazonami wypełnionymi różami(zobacz) .
Ogrodzenie murowane z metalowymi dekoracyjnymi przęsłami. W zachodniej części ogrodzenia znajdują się „schody o trzech biegach dolnych, po spoczniku zbiegających się w jeden górny” .